# رونيوية شبيهة الرشيق اللزج
رونيوية شبيهة الرشيق اللزج (الاسم العلمي: Runella slithyformis) هي نوع من البكتيريا، سلبية الغرام، تتبع جنس رونيوية.